# Dichotomius reclinatus
Dichotomius reclinatus là một loài bọ cánh cứng trong họ Bọ hung (Scarabaeidae).